# Вариационная маржа
Вариационная маржа (ВМ) — сумма, уплачиваемая/получаемая банком или участником торгов на бирже в связи с изменением денежного обязательства по одной позиции в результате её корректировки по рынку.
Для фьючерсных контрактов ВМ определяется в следующем порядке:
1. в день заключения фьючерсного контракта — как разница между ценой, по которой заключен данный контракт, и расчетной ценой соответствующих фьючерсных контрактов, сложившейся по результатам торгов на конец дня его заключения;
2. в день между днем заключения и днем прекращения фьючерсного контракта — как разница между предыдущей расчетной ценой соответствующих фьючерсных контрактов и последней расчетной ценой;
3. в день прекращения фьючерсного контракта — как разница между предыдущей расчетной ценой соответствующих фьючерсных контрактов и ценой, по которой данный контракт прекращается.